# 가면라이더 시리즈 등장 괴인 목록
역대 가면라이더 시리즈에 등장한 괴인들을 정리하는 페이지다.

## 개요
| 등장 작품                 |                                 |
| ------------------------- | ------------------------------- |
| 《가면라이더 쿠우가》     | #구론기                         |
| 《가면라이더 아기토》     | #로드                           |
| 《가면라이더 류키》       | #미러몬스터                     |
| 《가면라이더 파이즈》     | #오르프넉                       |
| 《가면라이더 블레이드》   | #언데드                         |
| 《가면라이더 히비키》     | #마화망                         |
| 《가면라이더 가부토》     | #웜                             |
| 《가면라이더 덴오》       | #이매진                         |
| 《가면라이더 키바》       | #마족 #팽가이어 #레젠도르가     |
| 《가면라이더 디케이드》   | #대쇼커                         |
| 《가면라이더 더블》       | #도펀트                         |
| 《가면라이더 오즈》       | #그리드 #여미                   |
| 《가면라이더 포제》       | #조디아츠                       |
| 《가면라이더 위저드》     | #팬텀 #아쿠마이저 #스페이스쇼커 |
| 《가면라이더 가이무》     | #인베스                         |
| 《가면라이더 드라이브》   | #로이뮤드                       |
| 《가면라이더 고스트》     | #감마 #노바쇼커                 |
| 《가면라이더 아마존스》   | #아마존                         |
| 《가면라이더 이그제이드》 | #버그스터                       |
| 《가면라이더 빌드》       | #스매시                         |
| 《가면라이더 더 퍼스트》  | #쇼커                           |
| 《가면라이더 지》         | #셰이드                         |

## 구롱기
일본어: グロンギ 구론기[*], 영어: Gurongi

## 로드
일본어: ロード 로도[*], 영어: Lord

## 미러몬스터
일본어: ミラーモンスター 미라 몬스타[*], 영어: Mirror Monster

## 오르프넉
일본어: オルフェノク 오루훼노쿠[*], 영어: Orphnoch

## 언데드
일본어: アンデッド 안뎃도[*], 영어: Undead
| 이름                  | 라우즈카드                           | 등장                                 |
| --------------------- | ------------------------------------ | ------------------------------------ |
| 배트 언데드           | ◆8 스코프 배트                       | 1                                    |
| 로커스트 언데드       | ♠5 킥 로커스트                       | 1~2, 17~19                           |
| 플랜트 언데드         | ♥7 바이오 플랜트                     | 2, 36                                |
| 디어 언데드           | ♠6 선더 디어                         | 3, 17~19                             |
| 모스 언데드           | ♥8 리플렉트 모스                     | 3~4, 36                              |
| 센터피드 언데드       | ♥10 셔플 센터피드                    | 5~6, 17, 20, 36                      |
| 트라일러바이트 언데드 | ♠7 메탈 트라일러바이트               | 7~8                                  |
| 제브러 언데드         | ◆9 제미니 제브러                     | 8~10                                 |
| 피콕 언데드           | ◆J 퓨전 피콕                         |                                      |
| 재규어 언데드         | ♠9 마하 재규어                       | 11, 17~19                            |
| 스파이더 언데드       | ♣A 체인지 스파이더                   | 11~14, 42                            |
| 셸 언데드             | ♥5 드릴 셸                           | 11~12, 36                            |
| 라이언 언데드         | ♠3 비트 라이언                       | 13                                   |
| 드래건플라이 언데드   | ♥4 플로트 드래건플라이               | 14~16, 36                            |
| 보어 언데드           | ♠4 태클 보어                         | 17~19                                |
| 캐프리콘 언데드       | ♠Q 어브소브 캐프리콘                 | 20~21                                |
| 오키드 언데드         | ♥Q 어브소브 오키드                   |                                      |
| 이글 언데드           | ♠J 퓨전 이글                         | 22~23                                |
| 몰 언데드             | ♣3 스크루 몰                         | 22~23                                |
| 엘리펀트 언데드       | ♣J 퓨전 엘리펀트                     | 24~26, 45                            |
| 울프 언데드           | ♥J 퓨전 울프                         | 24~25                                |
| 워울프                | -                                    | 24~25                                |
| 타란툴라 언데드       | ♣K 에볼루션 타란툴라                 |                                      |
| 버펄로 언데드         | ♠8 마그넷 버펄로                     | 27                                   |
| 페커 언데드           | ◆4 래피드 페커                       | 28                                   |
| 서펀트 언데드         | ◆Q 어브소브 서펀트                   | 29~30                                |
| 토터스 언데드         | ◆7 록 토터스                         | 29~30                                |
| 스캐러브 언데드       | ♠10 타임 스캐러브                    | 31~32                                |
| 트라이얼 D            | -                                    | 31~35                                |
| 조커                  | 조커                                 |                                      |
| 스퀴드 언데드         | ♣9 스모그 스퀴드                     | 《극장판 블레이드》                  |
| 비틀 언데드           | ♠A 체인지 비틀                       | 《극장판 블레이드》                  |
| 알비로치              | -                                    | 《극장판 블레이드》                  |
| 기라파 언데드         | ◆K 에볼루션 기라파                   |                                      |
| 리저드 언데드         | ♠2 슬래시 리저드                     | 《극장판 블레이드》                  |
| 알비노조커            | 알비노조커                           | 《극장판 블레이드》                  |
| 포틴                  | -                                    | 《극장판 블레이드》, 《데케이드》 23 |
| 휴먼 언데드           | ♥2 스피릿                            | 32                                   |
| 코카서스비틀 언데드   | ♠K 에볼루션 코카서스                 | 33~34                                |
| 트라이얼 E            | -                                    | 35~36                                |
| 맨티스 언데드         | ♥A 체인지 맨티스                     | 35~36                                |
| 젤리피시 언데드       | ♣7 젤 젤리피시                       | 35                                   |
| 트라이얼 F            | -                                    | 37~38                                |
| 타이거 언데드         | ♣Q 어브소브 타이거                   |                                      |
| 트라이얼 B            | -                                    | 39~40                                |
| 트라이얼 G            | -                                    | 40                                   |
| 티탄                  | ◆10 시프 카멜레온 ♣8 포이즌 스코피온 | 41~44                                |
| 케르베로스            | A 체인지 케르베로스                  | 45                                   |
| 케르베로스 2          | A 체인지 케르베로스                  | 46                                   |
| 다크로치              | -                                    |                                      |
| 몰드 언데드           | -                                    | 미사용 디자인                        |
| 파라독사 언데드       | ♥K 에볼루션 파라독사                 | 《데케이드》 8~9, 31                 |
| 보스로치              | -                                    | 《데케이드》 22                      |

## 마화망
일본어: 魔化魍 마카모[*]
| 이름               | 변화 형태          | 출현 지역         | 등장               |
| ------------------ | ------------------ | ----------------- | ------------------ |
| 쓰치구모           |                    | 야쿠섬            | 2                  |
| 요로이쓰치구모     | 유체               | 가야노키          | 29                 |
| 요로이쓰치구모     | 성체               | 가야노키          | 29                 |
| 가엔구모           |                    | 나가토로          | 45                 |
| 야마비코           |                    | 오쿠타마          | 4                  |
| 야마비코           |                    | 고스게            | 13                 |
| 바케가니           |                    | 보소              | 5~6                |
| 바케가니           |                    | 닛코              | 15                 |
| 바케가니           |                    | 가마쿠라          | 19                 |
| 바케가니           | 하코네             |                   | 19                 |
| 바케가니           | 미우라반도         |                   | 19                 |
| 바케가니           |                    | 오아라이          | 19~20              |
| 바케가니           |                    | 가도노            | 26                 |
| 바케가니           |                    | 《극장판 히비키》 |                    |
| 바케가니           |                    | 미우라            | 43~44              |
| 바케가니           |                    | 사노              | 46                 |
| 바케가니           | 변이체             | 히비키의 세계     | 《데케이드》 19    |
| 잇탄모멘           |                    | 오쿠쿠지          | 7~8                |
| 잇탄모멘           |                    | 다카하기          | 24                 |
| 잇탄모멘           |                    | 《극장판 히비키》 |                    |
| 잇탄모멘           |                    | 다테바야시        | 44                 |
| 잇탄모멘           |                    | 히다카            | 47                 |
| 오아리             |                    | 후지오카          | 9                  |
| 오아리             |                    | 하토야마          | 42                 |
| 오아리             |                    | 모토스 호         | 47                 |
| 오토로시           |                    | 지치부            | 10                 |
| 오토로시           |                    | 히가시치치부      | 42                 |
| 누리카베           |                    | 시모쓰케          | 11~12              |
| 누리카베           |                    | 수수께끼의 양옥   | 43                 |
| 우부메             | 유체               | 가마니시 호       | 13                 |
| 우부메             |                    | 아사마 산         | 21~22              |
| 우부메             |                    | 히가시치치부      | 42                 |
| 우부메             |                    | 히다카            | 47                 |
| 야마아라시         |                    | 아시오            | 15~16              |
| 야마아라시         |                    | 아사마 산         | 21~22              |
| 오나마즈           |                    | 시노노메          | 18                 |
| 오나마즈           | 위                 | 시노노메          | 17~18              |
| 오나마즈           | 위                 | 히가시치치부      | 42                 |
| 아미키리           |                    | 오아라이          | 20                 |
| 아미키리           |                    | 미우라            | 46                 |
| 합체 마화망 나나시 | 합체 마화망 나나시 | 아사마 산         | 22                 |
| 도로타보           |                    | 아사히무라        | 23~24              |
| 도로타보           |                    | 아사히무라        | 23~24              |
| 갓파               |                    | 지치부            | 25                 |
| 갓파               |                    | 히가시치치부      | 42                 |
| 갓파               |                    | 다테바야시        | 44                 |
| 갓파               |                    | 사이타마          | 45                 |
| 바케네코           |                    | 사루하시          | 26~27              |
| 바케네코           |                    | 사루하시          | 26~27              |
| 바케네코           |                    | 하토야마          | 42                 |
| 바케네코           |                    | 다테바야시        | 44                 |
| 바케네코           |                    | 사이타마          | 45                 |
| 바케네코           | 나가토로           |                   | 45                 |
| 바케네코           |                    | 사야마            | 47                 |
| 덴구               |                    | 시모쿠보          | 28                 |
| 덴구               |                    | 미우라            | 43                 |
| 덴구               |                    | 사이타마          | 45                 |
| 덴구               |                    | 사노              | 46                 |
| 오로치             |                    |                   | 《극장판 히비키》  |
| 가엔다이쇼         |                    |                   | 《극장판 히비키》  |
| 히토쓰미           |                    |                   | 《극장판 히비키》  |
| 마화망 인군        | 뱟코               |                   | 《극장판 히비키》  |
| 마화망 인군        | 베니기쓰네         |                   | 《극장판 히비키》  |
| 가샤               |                    | 요쓰야            | 30~31              |
| 가샤               |                    | 사이타마          | 45                 |
| 가마이타치         |                    | 오쿠타마          | 32~33              |
| 우완               | 유충               | 미나토구          | 34~35              |
| 우완               | 성충               | 미나토구          | 34~35              |
| 우완               |                    | 미우라            | 43                 |
| 우완               |                    | 다테바야시        | 44                 |
| 우완               |                    | 사이타마          | 45                 |
| 노쓰고             |                    | 나가토로          | 36~37              |
| 요부코             |                    | 히가시쓰쿠바      | 38~39              |
| 요부코             |                    | 사이타마          | 45                 |
| 요부코             |                    | 사노              | 46                 |
| 고다마             |                    | 고다마의 숲       | 40~41              |
| 고다마             |                    | 다테바야시        | 44                 |
| 사토리             |                    | 히가시마쓰야마    | 48                 |
| 로쿠로쿠비         |                    | 히가시마쓰야마    | 48                 |
| 오쿠비             |                    |                   | -                  |
| 규키               |                    | 히비키의 세계     | 《데케이드》 18~19 |

### 구구쓰, 도지, 히메
| 이름                  | 변화 형태  | 등장              |
| --------------------- | ---------- | ----------------- |
| 수수께끼의 남자       |            | 48                |
| 수수께끼의 여자       |            | 48                |
| 양옥의 남자           |            |                   |
| 양옥의 여자           |            |                   |
| 슈퍼 도지             |            |                   |
| 슈퍼 히메             |            |                   |
| 검은 구구쓰           | 남성       |                   |
| 검은 구구쓰           | 여성       |                   |
| 흰 구구쓰             | 남성       |                   |
| 쓰치구모의 도지       | 가이도지   | 1~2               |
| 요로이쓰치구모의 도지 | 무샤도지   | 28~29             |
| 쓰치구모의 히메       | 요히메     | 1~2               |
| 요로이쓰치구모의 히메 | 요로이히메 | 28~29             |
| 야마비코의 도지       | 가이도지   | 3~4, 13           |
| 야마비코의 히메       | 요히메     | 3, 13             |
| 바케가니의 도지       | 가이도지   | 15, 19, 26        |
| 바케가니의 히메       | 요히메     | 5, 15, 19, 26     |
| 잇탄모멘의 도지       | 가이도지   | 7~8               |
| 잇탄모멘의 히메       | 요히메     | 7                 |
| 오아리의 도지         | 가이도지   | 9                 |
| 오아리의 히메         | 요히메     | 9                 |
| 오토로시의 도지       | 가이도지   | 9~10, 14          |
| 오토로시의 히메       | 요히메     | 9~10, 14          |
| 누리카베의 도지       | 가이도지   | 11~12             |
| 누리카베의 도지       | 무샤도지   | 11~12             |
| 누리카베의 히메       | 요히메     | 11~12             |
| 누리카베의 히메       | 요로이히메 | 11~12             |
| 우부메의 도지         | 가이도지   | 13, 21~22         |
| 우부메의 도지         | 무샤도지   | 13                |
| 우부메의 도지         | 미다레도지 | 13~14             |
| 우부메의 히메         | 요히메     | 13, 21~22         |
| 야마아라시의 도지     | 가이도지   | 15~16, 21~22      |
| 야마아라시의 히메     | 요히메     | 15~16, 21~22      |
| 오나마즈의 도지       | 가이도지   | 17                |
| 오나마즈의 히메       | 요히메     | 17                |
| 아미키리의 도지       | 가이도지   | 20                |
| 아미키리의 히메       | 요히메     | 20                |
| 도로타보의 도지       | 가이도지   | 23~24             |
| 도로타보의 히메       | 요히메     | 23                |
| 바케네코의 도지       |            |                   |
| 바케네코의 히메       |            |                   |
| 오로치의 도지         | 가면태     | 《극장판 히비키》 |
| 오로치의 히메         | 가면태     | 《극장판 히비키》 |

## 웜
일본어: ワーム 와무[*], 영어: Worm
| 이름                       | 변화 형태                    | 등장                     |
| -------------------------- | ---------------------------- | ------------------------ |
| 웜 번데기체                | 녹색 (얼리 살리스)           |                          |
| 웜 번데기체                | 흰색 (뮤테이션 살리스)       | 14                       |
| 웜 번데기체                | 변태 직전 상태 (엔드 살리스) |                          |
| 웜 번데기체                | 코르노 살리스                | 《극장판 가부토》        |
| 네이티브 번데기체          |                              |                          |
| 스코르피오 웜              |                              |                          |
| 카시스 웜                  | 디미디어스                   | 41~42                    |
| 카시스 웜                  | 글래디어스                   | 42~44                    |
| 카시스 웜                  | 클리피어스                   | 45~46                    |
| 카시스 웜                  | 클리피어스                   | 45~46                    |
| 우카 웜                    |                              |                          |
| 시시라 웜                  |                              |                          |
| 그릴러스 웜                |                              | 48~49                    |
| 필록세라 웜                |                              | 《데케이드》 17          |
| 아라크네아 웜 루버         |                              | 1                        |
| 아라크네아 웜 니그리티아   |                              | 1~2                      |
| 아라크네아 웜 플라버스     |                              | 1~2                      |
| 랜피리스 웜                |                              | 3                        |
| 벨크리시터스 웜            |                              | 3~4                      |
| 에필라크나 웜              |                              | 5                        |
| 풀렉스 웜                  |                              | 6                        |
| 베르베르 웜 로터           |                              | 7                        |
| 베르베르 웜                |                              | 7~8                      |
| 콜리오프터러 웜 크로세우스 |                              | 9~10                     |
| 콜리오프터러 웜 아젠텀     |                              | 9~10                     |
| 콜리오프터러 웜 아에네우스 |                              | 9                        |
| 머스카 웜                  |                              | 11~12                    |
| 섹티오 웜                  |                              | 13                       |
| 섹티오 웜 아쿠에레         |                              | 13                       |
| 포마이카알버스 웜          |                              | 15~16                    |
| 포마이카알버스 웜 맥실러   |                              | 16                       |
| 포마이카알버스 웜 오큘러스 |                              | 16                       |
| 비엘라 웜                  |                              | 17~18                    |
| 세펄추라 웜                |                              | 19~20                    |
| 브라키펠마 웜 비리디스     |                              | 21~22                    |
| 브라키펠마 웜 오란텀       |                              | 21~22                    |
| 타란테스 웜 퍼퓨러         |                              | 22                       |
| 지오필리드 웜              |                              | 23~24                    |
| 제노미아스 웜              |                              | 25~26                    |
| 큘렉스 웜                  |                              | 《극장판 가부토》, 29~30 |
| 아캐리나 웜                |                              | 27                       |
| 아캐리나 웜 앰버           |                              | 28                       |
| 폴리아터스 웜              |                              | 31~32                    |
| 캐마러스 웜                |                              | 33~34                    |
| 카클리어 웜                |                              | 35~36                    |
| 렙토피스 웜                |                              | 37~38                    |
| 서브스트 웜                |                              | 39~40                    |
| 캄포노터스 웜 맥실러       |                              | 《가타크 하이퍼 폼》     |
| 캄포노터스 웜 오큘러스     |                              | 《가타크 하이퍼 폼》     |
| 그랜디스 웜                |                              | 미사용 디자인            |

## 이매진
일본어: イマジン 이마진[*], 영어: Imagin
| 이름              | 변화 형태         | 등장                     |
| ----------------- | ----------------- | ------------------------ |
| 모모타로스        |                   |                          |
| 우라타로스        |                   |                          |
| 킨타로스          |                   |                          |
| 류타로스          |                   |                          |
| 지크              |                   |                          |
| 데네브            |                   |                          |
| 테디              |                   |                          |
| 기간데스 헤븐     |                   |                          |
| 기간데스 하데스   |                   |                          |
| 기간데스 헬       |                   |                          |
| 배트 이매진       |                   | 1~2                      |
| 카멜레온 이매진   |                   | 3~4                      |
| 크러스트 이매진   |                   | 5~6                      |
| 크로 이매진       |                   | 7~8                      |
| 라이노 이매진     |                   | 9~10                     |
| 아이비 이매진     |                   | 11~12                    |
| 아울 이매진       |                   | 13~14                    |
| 웨일 이매진       |                   | 15~16                    |
| 울프 이매진       |                   | 17~18                    |
| 젤리 이매진       |                   | 19~20                    |
| 토터스 이매진     |                   | 21~22                    |
| 토터스 이매진     | 분리체            | 21~22                    |
| 스코피온 이매진   |                   | 23~24                    |
| 스파이더 이매진   |                   | 25, 《에피소드 옐로》    |
| 스파이더 이매진   | 분리체            | 26                       |
| 몰레크 이매진     |                   | 27                       |
| 코브라 이매진     |                   | 《극장판 덴오》          |
| 샐러맨더 이매진   |                   | 《극장판 덴오》          |
| 게코 이매진       |                   | 《극장판 덴오》, 40      |
| 뉴트 이매진       |                   | 《극장판 덴오》, 40      |
| 블러드서커 이매진 |                   | 27~28                    |
| 와스프 이매진     |                   | 29                       |
| 블루버드 이매진   |                   | 30                       |
| 래빗 이매진       |                   | 31                       |
| 앤트호퍼 이매진   | 개미              | 31~32                    |
| 앤트호퍼 이매진   | 베짱이            | 31~32, 《에피소드 레드》 |
| 크라켄 이매진     |                   | 33~34                    |
| 몰 이매진         | 액스 핸드         | 35                       |
| 몰 이매진         | 클로 핸드         | 35~36                    |
| 몰 이매진         | 드릴 핸드         | 35~36                    |
| 리오 이매진       |                   | 37~38                    |
| 리오솔저          |                   | 37~38, 45~46             |
| 판다래빗 이매진   |                   | 39                       |
| 스네일 이매진     | 암컷              | 39                       |
| 스네일 이매진     | 수컷              | 39~40                    |
| 옥트 이매진       |                   | 41~42                    |
| 옥트 이매진       | 선로 괴물         | 42                       |
| 아르마딜로 이매진 |                   | 43~44                    |
| 알비노리오 이매진 |                   | 43~46                    |
| 스노맨 이매진     |                   | 45                       |
| 뉴몰 이매진       | 크로스 핸드       | 47~49                    |
| 뉴몰 이매진       | 히포 핸드         | 47~49                    |
| 뉴몰 이매진       | 클로 핸드         | 47~49                    |
| 뉴몰 이매진       | 액스 핸드         | 47~49                    |
| 뉴몰 이매진       | 드릴 핸드         | 47~49                    |
| 데스 이매진       |                   | 48~49                    |
| 핑크래빗 이매진   |                   | 《덴오 & 키바》          |
| 네거타로스        |                   | 《덴오 & 키바》          |
| 클라운 이매진     |                   | 《덴오 & 키바》          |
| 고스트 이매진     |                   | 《안녕히 덴오》          |
| 팬텀 이매진       |                   | 《안녕히 덴오》          |
| 섀도 이매진       |                   | 《안녕히 덴오》          |
| 수수께끼의 이매진 |                   | 《안녕히 덴오》          |
| 앨리게이터 이매진 |                   | 《데케이드》 14~15       |
| 피기스 이매진     |                   | 《에피소드 레드》        |
| 맨티스 이매진     |                   | 《에피소드 블루》        |
| 이브              | 가면라이더 지덴오 | 《에피소드 옐로》        |
| 캣 이매진         |                   | 《소설판 덴오》          |
| 칠면조 이매진     |                   | 《소설판 덴오》          |
| 괴조              |                   | 《소설판 덴오》          |
| 히드라 이매진     |                   | 미사용 디자인            |

## 마족
일본어: 魔族 마조쿠[*]
| 종족                          | 이름             | 변화 형태            | 등장            |
| ----------------------------- | ---------------- | -------------------- | --------------- |
| 키바트족                      | 키바트 배트 2세  |                      |                 |
| 키바트족                      | 키바트 배트 3세  |                      |                 |
| 키바트족                      | 키바트 배트 4세  |                      | 48              |
| 키바트족                      | 모토배트 16세    |                      |                 |
| 키바트족                      | 키바라           |                      | 《데케이드》    |
| 박쥐형 로봇                   | 레이 키바트      |                      | 《극장판 키바》 |
| 박쥐형 로봇                   | 아크 키바트      |                      | 《극장판 키바》 |
| 박쥐형 로봇                   | 메카 키바트      |                      | 《극장판 키바》 |
| 울펜족                        | 가루루           |                      |                 |
| 울펜족                        | 가루루           | 마수검 가루루 세이버 |                 |
| 머맨족                        | 바샤             |                      |                 |
| 머맨족                        | 바샤             | 마해총 바샤 매그넘   |                 |
| 프랑켄족                      | 도가             |                      |                 |
| 프랑켄족                      | 도가             | 마철퇴 도가 해머     |                 |
| 도란족 개조체                 | 캐슬도란         |                      |                 |
| 도란족 개조체                 | 슈도란           |                      |                 |
| 도란족 개조체                 | 마황룡 타츨로트  |                      |                 |
| 가면라이더 사거의 사역 몬스터 | 사가크           |                      |                 |
| 가면라이더 사거의 사역 몬스터 | 머더 사가크      |                      |                 |
| 가면라이더 사거의 사역 몬스터 | 소형 머더 사가크 |                      |                 |
| 가면라이더 사거의 사역 몬스터 | 쿠쿨칸           |                      |                 |
| 가면라이더 아크의 사역 몬스터 | 달의 눈          |                      | 《극장판 키바》 |

### 팽가이어
일본어: ファンガイア 환가이아[*], 영어: Fangire
| 이름                  | 변화 형태            | 클래스 | 등장               |
| --------------------- | -------------------- | ------ | ------------------ |
| 배트 팽가이어         |                      | 비스트 |                    |
| 배트 팽가이어         | 리본                 | 비스트 | 48                 |
| 비틀 팽가이어         |                      | 인섹트 | 《데케이드》 4~5   |
| 비틀 팽가이어         | 암스몬스터 흡수 형태 | 인섹트 | 《데케이드》 5     |
| 펄셸 팽가이어 (마야)  |                      | 애쿼   |                    |
| 펄셸 팽가이어 (미오)  |                      | 애쿼   |                    |
| 손 팽가이어           |                      | 애쿼   | 《데케이드》 30    |
| 스월로테일 팽가이어   |                      | 인섹트 |                    |
| 라이언 팽가이어       |                      | 비스트 |                    |
| 스파이더 팽가이어     |                      | 인섹트 |                    |
| 호스 팽가이어         |                      | 비스트 | 1, 《덴오 & 키바》 |
| 옥토퍼스 팽가이어     |                      | 애쿼   | 2                  |
| 옥토퍼스 팽가이어     | 바퀴 형태            | 애쿼   | 2                  |
| 모스 팽가이어         |                      | 인섹트 | 3~4                |
| 시프 팽가이어         |                      | 비스트 | 5~6                |
| 프론 팽가이어         |                      | 애쿼   | 7~8                |
| 사바트                | 육주의 사바트        | -      | 8                  |
| 사바트                | 파랑                 | -      | 16                 |
| 사바트                | 주황                 | -      | 20                 |
| 사바트                | 빨강                 | -      | 45                 |
| 프로그 팽가이어       |                      | 애쿼   | 9~10               |
| 이어위그 팽가이어     |                      | 인섹트 | 11                 |
| 라이노서러스 팽가이어 |                      | 비스트 | 13~14              |
| 시스타 팽가이어       |                      | 애쿼   | 17~18              |
| 레이디버그 팽가이어   |                      | 인섹트 | 19~20              |
| 카멜레온 팽가이어     |                      | 리저드 | 21~22              |
| 그리즐리 팽가이어     |                      | 비스트 | 23~24              |
| 샤크 팽가이어         |                      | 애쿼   | 25                 |
| 시케이다 팽가이어     |                      | 인섹트 | 27~28              |
| 크래브 팽가이어       |                      | 애쿼   | 27~28              |
| 앤트라이언 팽가이어   |                      | 인섹트 | 《극장판 키바》    |
| 앤트라이언 팽가이어   | 레젠도르가           | -      | 《극장판 키바》    |
| 제브러 팽가이어       |                      | 비스트 | 《극장판 키바》    |
| 워트호그 팽가이어     |                      | 비스트 | 29~31              |
| 무스 팽가이어         |                      | 비스트 | 32~33              |
| 토터스 팽가이어       |                      | 리저드 | 32~33              |
| 호스플라이 팽가이어   |                      | 인섹트 | 34~35              |
| 랫 팽가이어           |                      | 비스트 | 36~37              |
| 맨티스 팽가이어       |                      | 인섹트 | 38~39              |
| 시문 팽가이어         |                      | 애쿼   | 40~41              |
| 선게이저 팽가이어     |                      | 리저드 | 42~43              |
| 실크모스 팽가이어     |                      | 인섹트 | 42~43              |
| 폴러베어 팽가이어     |                      | 비스트 | 44                 |
| 네오팽가이어          |                      |        | 48                 |

### 레젠도르가
일본어: レジェンドルガ 레젠도루가[*], 영어: Legendorga
| 이름                  | 변화형태   | 등장            |
| --------------------- | ---------- | --------------- |
| 머미 레젠도르가       |            | 《극장판 키바》 |
| 메두사 레젠도르가     |            | 《극장판 키바》 |
| 가고일 레젠도르가     |            | 《극장판 키바》 |
| 맨드레이크 레젠도르가 |            | 《극장판 키바》 |
| 앤트라이언 팽가이어   | 레젠도르가 | 《극장판 키바》 |

## 도펀트
일본어: ドーパント 도판토[*], 영어: Dopant
| 가이아메모리          | 이름                  | 변화 형태               | 등장                                    |
| --------------------- | --------------------- | ----------------------- | --------------------------------------- |
| 테러 메모리           | 테러 도펀트           |                         |                                         |
| 테러 메모리           | 테러 도펀트           | 테러 드래건 분리 형태   | 45~46                                   |
| -                     | 테러 드래건           |                         | 45~46                                   |
| 터부 메모리           | 터부 도펀트           |                         |                                         |
| 클레이달 메모리       | 클레이달 도펀트       |                         |                                         |
| 클레이달 메모리       | 클레이달 도펀트       | 클레이달 엑스트림       |                                         |
| 스밀로돈 메모리       | 스밀로돈 도펀트       |                         |                                         |
| 나스카 메모리         | 나스카 도펀트         |                         |                                         |
| 나스카 메모리         | 나스카 도펀트         | R 나스카 도펀트 (레벨3) |                                         |
| 웨더 메모리           | 웨더 도펀트           |                         |                                         |
| 웨더 메모리           | 웨더 도펀트           | 비상태                  |                                         |
| 유토피아 메모리       | 유토피아 도펀트       |                         | 47~48, 《이터널》                       |
| 마그마 메모리         | 마그마 도펀트         |                         | 1                                       |
| 티렉스 메모리         | 티렉스 도펀트         |                         | 2                                       |
| 티렉스 메모리         | 티렉스 도펀트         | 빅 티렉스               | 1~2                                     |
| 머니 메모리           | 머니 도펀트           |                         | 3~4                                     |
| 아노말로카리스 메모리 | 아노말로카리스 도펀트 | 프로토타입              | 5                                       |
| 아노말로카리스 메모리 | 아노말로카리스 도펀트 | 5~6, 49                 |                                         |
| 아노말로카리스 메모리 | 아노말로카리스 도펀트 | 빅 아노말로카리스       | 6                                       |
| 코크로치 메모리       | 코크로치 도펀트       |                         | 7~8, 49, 《후토 탐정》                  |
| 스위츠 메모리         | 스위츠 도펀트         |                         | 9~10, 《이터널》                        |
| 바이러스 메모리       | 바이러스 도펀트       |                         | 11~12                                   |
| 바이얼런스 메모리     | 바이얼런스 도펀트     |                         | 13~14, 《극장판 더블》                  |
| 바이얼런스 메모리     | 바이얼런스 도펀트     | 바이얼런스 볼           | 13~14                                   |
| 더미 메모리           | 더미 도펀트           |                         | 《더블 & 데케이드》                     |
| 더미 메모리           | 더미 도펀트           | 데스 도펀트             | 《더블 & 데케이드》                     |
| 시니가미하카세 메모리 | 슈퍼 시니가미 박사    |                         | 《더블 & 데케이드》                     |
| 암스 메모리           | 암스 도펀트           |                         | 15~16                                   |
| 버드 메모리           | 버드 도펀트           |                         | 17~18                                   |
| 버드 메모리           | 버드 도펀트           | 강화태                  | 18                                      |
| 아이스에이지 메모리   | 아이스에이지 도펀트   |                         | 19~20, 《극장판 더블》                  |
| 트리케라톱스 메모리   | 트리케라톱스 도펀트   |                         | 21~22                                   |
| 트리케라톱스 메모리   | 트리케라톱스 도펀트   | 빅 트리케라톱스         | 22                                      |
| 라이어 메모리         | 라이어 도펀트         |                         | 23~24                                   |
| 퍼피티어 메모리       | 퍼피티어 도펀트       |                         | 25~26                                   |
| 인비저블 메모리       | 인비저블 도펀트       |                         | -                                       |
| 나이트메어 메모리     | 나이트메어 도펀트     |                         | 29~30                                   |
| 비스트 메모리         | 비스트 도펀트         |                         | 31~32                                   |
| 존 메모리             | 존 도펀트             |                         | 32                                      |
| 예스터데이 메모리     | 예스터데이 도펀트     |                         | 33~34                                   |
| 케찰코아틀루스 메모리 | 케찰코아틀루스 도펀트 |                         | 35~36                                   |
| 호퍼 메모리           | 호퍼 도펀트           |                         | 37~38                                   |
| 진 메모리             | 진 도펀트             |                         | 39~40                                   |
| 주얼 메모리           | 주얼 도펀트           |                         | 41~42                                   |
| 올드 메모리           | 올드 도펀트           |                         | 43~44                                   |
| 에그 치킨 메모리      | 오야코돈 도펀트       |                         | 《돈부리의 α / 안녕히 사랑의 레시피여》 |
| T2 사이클론 메모리    | 사이클론 도펀트       |                         | 《극장판 더블》                         |
| T2 루나 메모리        | 루나 도펀트           |                         | 《극장판 더블》                         |
| T2 히트 메모리        | 히트 도펀트           |                         | 《극장판 더블》                         |
| T2 트리거 메모리      | 트리거 도펀트         |                         | 《극장판 더블》                         |
| T2 메탈 메모리        | 메탈 도펀트           |                         | 《극장판 더블》                         |
| 에지 메모리           | 에지 도펀트           |                         | -                                       |
| 에너지 메모리         | 에너지 도펀트         |                         | 49                                      |
| 스파이더 메모리       | 스파이더 도펀트       |                         | 《오즈 & 더블》                         |
| 배트 메모리           | 배트 도펀트           |                         | 《오즈 & 더블》                         |
| 커맨더 메모리         | 커맨더 도펀트         |                         | 《액셀》                                |
| 커맨더 메모리         | 커맨더 도펀트         | 그레이드 업             | 《액셀》                                |
| 유니콘 메모리         | 유니콘 도펀트         |                         | -                                       |
| 유니콘 메모리         | 유니콘 도펀트         | 그레이드 업             | -                                       |
| 아이스 메모리         | 아이스 도펀트         |                         | 《이터널》                              |
| 주 메모리             | 주 도펀트             |                         | 《소설판 더블》                         |
| 제로 메모리           | 제로 도펀트           |                         | 《소설판 더블》                         |
| 제브러 메모리         | 제브러 도펀트         |                         | 《소설판 더블》                         |
| 비 메모리             | 비 도펀트             |                         | 《소설판 더블》                         |
| 퀸비 메모리           | 퀸비 도펀트           |                         | 《소설판 더블》                         |
| 플라워 메모리         | 플라워 도펀트         |                         | 《소설판 더블》                         |
| 엘리펀트 메모리       | 엘리펀트 도펀트       |                         | 《소설판 더블》                         |
| 돌핀 메모리           | 돌핀 도펀트           |                         | 《소설판 더블》                         |
| 샐러맨더 메모리       | 샐러맨더 도펀트       |                         | 《소설판 더블》                         |
| 피시 메모리           | 피시 도펀트           |                         | 《소설판 더블》                         |
| 에이프 메모리         | 에이프 도펀트         |                         | 《소설판 더블》                         |
| 로드 메모리           | 로드 도펀트           |                         | 《후토 탐정》                           |
| 토드스툴 메모리       | 토드스툴 도펀트       |                         | 《후토 탐정》                           |
| 오로라 메모리         | 오로라 도펀트         |                         | 《후토 탐정》                           |
| 메가네우라 메모리     | 메가네우라 도펀트     |                         | 《후토 탐정》                           |
| 전투원                |                       |                         |                                         |
| 매스커레이드 메모리   | 매스커레이드 도펀트   | 뮤지엄 옷차림           |                                         |
| 매스커레이드 메모리   | 매스커레이드 도펀트   | 재단 X 옷차림           |                                         |
| -                     | 가면 병사             |                         | 《액셀》                                |

## 그리드, 여미
일본어: グリード 구리도[*], 영어: Greeed
일본어: ヤミー 야미[*], 영어: Yummy
| 이름                | 변화 형태             | 등장                    |
| 그리드              | 그리드                | 그리드                  |
| ------------------- | --------------------- | ----------------------- |
| 앵크                | 오른팔                |                         |
| 앵크                | 완전체                |                         |
| 앵크 (로스트)       |                       |                         |
| 오른팔 흡수 형태    |                       |                         |
| 우바                | 완전체                |                         |
| 우바                | 불완전체              |                         |
| 우바                | 불완전체              |                         |
| 우바                | 메달의 그릇 폭주 형태 | 48                      |
| 카자리              | 완전체                |                         |
| 카자리              | 불완전체              |                         |
| 카자리              | 불완전체              |                         |
| 메줄                | 완전체                |                         |
| 메줄                | 불완전체              |                         |
| 메줄                | 불완전체              |                         |
| 메줄                | 거대 그리드 폭주태    | 16                      |
| 가멜                | 완전체                |                         |
| 가멜                | 불완전체              |                         |
| 가멜                | 불완전체              |                         |
| 길                  |                       | 《오즈 & 더블》         |
| 교류 그리드         |                       |                         |
| 에이지 그리드       |                       |                         |
| 갑옷 무사 괴인      | 불완전체              | 《오즈 & 더블》         |
| 갑옷 무사 괴인      | 완전체                | 《오즈 & 더블》         |
| 쇼커 그리드         |                       | 《오즈, 덴오》          |
| 가라                | 괴인태                | 《극장판 오즈》         |
| 가라                | 괴물태                | 《극장판 오즈》         |
| 여미                |                       |                         |
| 가마키리 여미       |                       | 1                       |
| 오토시부미 여미     |                       | 2                       |
| 네코 여미           |                       | 3~4                     |
| 피라냐 여미         |                       | 6                       |
| 바이슨 여미         |                       | 7~8                     |
| 사메 여미           |                       | 9~10                    |
| 아게하 여미         |                       | 11~12                   |
| 샤무네코 여미       |                       | 13~14                   |
| 프테라노돈 여미     | 수컷                  | 《오즈 & 더블》, 32, 33 |
| 프테라노돈 여미     | 암컷                  | 《오즈 & 더블》, 32     |
| 리쿠가메 여미       |                       | 15                      |
| 가부토 여미         |                       | 17                      |
| 구와가타 여미       |                       | 17~18                   |
| 라이언구라게 여미   |                       | 19~20                   |
| 구라게 여미         |                       | 19~20                   |
| 밧타 여미           |                       | 21~22                   |
| 에이 여미           |                       | 23~24                   |
| 에이사이 여미       |                       | 23~24                   |
| 에이사이 여미       | 이토마키에이 여미     | 24                      |
| 오무 여미           | 파랑                  | 25~26                   |
| 오무 여미           | 빨강                  | 27                      |
| 이카재규어 여미     |                       | 27~28                   |
| 샤치판다 여미       |                       | 29~30                   |
| 구로아게하 여미     |                       | 31                      |
| 후쿠로 여미         |                       | 33~34                   |
| 유니콘 여미         |                       | 35~36                   |
| 우니아르마딜로 여미 |                       | 37                      |
| 샤모 여미           |                       | 39~40                   |
| 안킬로사우루스 여미 |                       | 41~42                   |
| 하게타카 여미       |                       | 43                      |
| 누에 여미           |                       | 《극장판 오즈》         |
| 전투원              |                       |                         |
| 시로 여미           |                       |                         |
| 구즈 여미           |                       |                         |
| 나이트병            |                       | 《극장판 오즈》         |

## 조디아츠
일본어: ゾディアーツ 조디아쓰[*], 영어: Zodiarts
| 별자리         | 이름                    | 변화 형태         | 등장                     |
| 호러스콥스     | 호러스콥스              | 호러스콥스        | 호러스콥스               |
| -------------- | ----------------------- | ----------------- | ------------------------ |
| 궁수자리       | 새저태리어스 조디아츠   |                   |                          |
| 궁수자리       | 새저태리어스 조디아츠   | 새저태리어스 노바 | 47~48                    |
| 사자자리       | 리오 조디아츠           |                   |                          |
| 천칭자리       | 라이브러 조디아츠       |                   |                          |
| 처녀자리       | 버고 조디아츠           |                   |                          |
| 전갈자리       | 스코피온 조디아츠       |                   |                          |
| 전갈자리       | 스코피온 조디아츠       | 스코피온 노바     | 14                       |
| 게자리         | 캔서 조디아츠           |                   |                          |
| 게자리         | 캔서 조디아츠           | 캔서 노바         | 27~28                    |
| 양자리         | 에리스 조디아츠         |                   | 30~32                    |
| 양자리         | 에리스 조디아츠         | 에리스 노바       | 32                       |
| 염소자리       | 캐프리콘 조디아츠       |                   | 35~36                    |
| 물병자리       | 아쿠아리우스 조디아츠   |                   | 37~38                    |
| 황소자리       | 타우루스 조디아츠       |                   | 39~40                    |
| 쌍둥이자리     | 제미니 조디아츠         |                   | 43~44                    |
| 물고기자리     | 피스케스 조디아츠       |                   | 45~46                    |
| 조디아츠       |                         |                   |                          |
| 오리온자리     | 오리온 조디아츠         |                   | 1~2, 《포제 & 오즈》     |
| 카멜레온자리   | 카멜레온 조디아츠       |                   | 3~4, 25, 《포제 & 오즈》 |
| 외뿔소자리     | 유니콘 조디아츠         |                   | 5~6                      |
| 외뿔소자리     | 유니콘 조디아츠         | 검사 형태         | 5~6, 《포제 & 오즈》     |
| 사냥개자리     | 하운드 조디아츠         |                   | 7~8, 《포제 & 오즈》     |
| 제단자리       | 올터 조디아츠           |                   | 9~10, 25~26              |
| 나침반자리     | 픽시스 조디아츠         |                   | 11~12, 《소설판 포제》   |
| 페르세우스자리 | 페르세우스 조디아츠     |                   | 15~16                    |
| 페르세우스자리 | 페르세우스 조디아츠     | 폭주 형태         | 16                       |
| 작은개자리     | 케이니스마이너 조디아츠 |                   | 15                       |
| 살쾡이자리     | 링크스 조디아츠         |                   | 17~18                    |
| 용자리         | 드래건 조디아츠         |                   | 19~20, 25                |
| 페가수스자리   | 페가수스 조디아츠       |                   | 21~22                    |
| 고니자리       | 시그너스 조디아츠       |                   | 23~24                    |
| 머리털자리     | 코마 조디아츠           |                   | 25~26                    |
| 파리자리       | 머스카 조디아츠         | 페이즈1           | 29                       |
| 파리자리       | 머스카 조디아츠         | 페이즈2           | 29~30                    |
| 파리자리       | 머스카 조디아츠         | 페이즈3           | 30                       |
| 토끼자리       |                         |                   | 31                       |
| 거문고자리     |                         |                   | -                        |
| 안드로메다자리 |                         |                   | -                        |
| 작은사자자리   |                         |                   | 43                       |
| 헤라클레스자리 | 헤라클레스 조디아츠     |                   | 《위저드 & 포제》        |
| 용골자리       | 카리나 조디아츠         |                   | 《소설판 포제》          |
| 고물자리       | 퍼피스 조디아츠         |                   | 《소설판 포제》          |
| 돛자리         | 벨라 조디아츠           |                   | 《소설판 포제》          |
| 아르고자리     | 아르고 조디아츠         | 아르고 조디아츠   | 《소설판 포제》          |
| 더스타드       |                         |                   |                          |
| -              | 더스타드                |                   |                          |
| -              | 더스타드                | 리오 더스타드     |                          |
| -              | 더스타드                | 해적 더스타드     |                          |

## 팬텀
일본어: ファントム 환토무[*], 영어: Phantom
| 이름           | 변화 형태 |
| -------------- | --------- |
| 카벙클         |           |
| 메두사         |           |
| 피닉스         |           |
| 그렘린         |           |
| 진화태         |           |
| 미노타우로스   |           |
| 헬하운드       |           |
| 리저드맨       |           |
| 카트시         |           |
| 놈             |           |
| 가고일         |           |
| 발키리         |           |
| 맨티코어       |           |
| 히드라         |           |
| 베엘제붑       |           |
| 웨어타이거     |           |
| 스프리건       |           |
| 레기온         |           |
| 보기           |           |
| 아르고스       |           |
| 라움           |           |
| 바하무트       |           |
| 실피           |           |
| 스핑크스       |           |
| 세이렌         |           |
| 케프리         |           |
| 드레이크       |           |
| 아라크네       |           |
| 오거           |           |
| 구울           |           |
| 거대 팬텀      |           |
| 위저드래건     |           |
| 비스트키마이라 |           |
| 재버워크       |           |
| 키클롭스       |           |
| 요르문간드     |           |
| 헤카톤케이레스 |           |
| 밴더스내치     |           |
| 기간테스       |           |
| 우로보로스     |           |

## 아쿠마이저
일본어: アクマイザー 아쿠마이자[*], 영어: Akumaizer
| 이름   | 변화 형태 |
| ------ | --------- |
| 자탄   |           |
| 일     |           |
| 가라   |           |
| 가라초 |           |

## 인베스
일본어: インベス, 영어: Inves
| 이름                           | 변화 형태  |
| ------------------------------ | ---------- |
| 로드배런                       |            |
| 로슈오                         |            |
| 데무슈                         |            |
| 진화체                         |            |
| 레듀에                         |            |
| 듀듀온슈                       |            |
| 구린샤                         |            |
| 신무구룬                       |            |
| 타이런트                       | 오버로드태 |
| 뱟코 인베스                    |            |
| 시카 인베스                    |            |
| 강화체                         |            |
| 고모리 인베스                  |            |
| 변이체                         |            |
| 이노시시 인베스                |            |
| 세이류 인베스                  |            |
| 강화체                         |            |
| 가미키리 인베스                |            |
| 헤키자 인베스                  |            |
| 라이언 인베스                  |            |
|                                |            |
| 거대 라이언 인베스             |            |
| 야기 인베스                    |            |
| 초급 인베스 (빨강, 파랑, 초록) |            |
| 흉포태                         |            |
| 비행체                         |            |
| 기타 괴인                      |            |
| 우쓰보카즈라 괴인              |            |
| 이나고 괴인                    |            |
| 메뚜기 형태                    |            |

## 로이뮤드
일본어: ロイミュード 로이뮤도[*], 영어: Roidmude
| 번호              | 이름                   | 변화 형태                 | 인간태                      |
| ----------------- | ---------------------- | ------------------------- | --------------------------- |
|                   | 반노 덴주로            | 반노 드라이버             |                             |
| 코브라형 로이뮤드 | 반노 덴주로            |                           |                             |
| 골드드라이브      | 반노 덴주로            |                           |                             |
|                   | 시그마 서큘러          | 진화 전                   |                             |
|                   | 시그마 서큘러          |                           |                             |
| 000               | 체이스                 | 프로토제로 (로이뮤드 000) | 가노 고이치                 |
| 000               | 체이스                 | 마신체이서                | 가노 고이치                 |
| 000               | 체이스                 | 초 마신체이서             | 가노 고이치                 |
| 001               | 프리즈                 | 코브라형 로이뮤드         | 마카게 소이치               |
| 001               | 프리즈                 | 프리즈 로이뮤드           | 마카게 소이치               |
| 001               | 프리즈                 | 프리즈 로이뮤드 초진화태  | 마카게 소이치               |
| 002               | 하트                   | 스파이더형 로이뮤드       | 히로이 신조                 |
| 002               | 하트                   | 하트 로이뮤드             | 히로이 신조                 |
| 002               | 하트                   | 하트 로이뮤드 초진화태    | 히로이 신조                 |
| 003               | 브레인                 | 배트형 로이뮤드           | 기네타 미쓰하루             |
| 003               | 브레인                 | 브레인 로이뮤드           | 기네타 미쓰하루             |
| 003               | 브레인                 | 시프 로이뮤드             | 기네타 미쓰하루             |
| 003               | 브레인                 | 브레인 로이뮤드 초진화태  | 기네타 미쓰하루             |
| 004               |                        | 스파이더형 로이뮤드       | 크림 스타인벨트             |
| 005               | 리벤저                 | 배트형 로이뮤드           | 니시호리 고야               |
| 005               | 리벤저                 | 리벤저 로이뮤드           | 니시호리 고야               |
| 006               |                        | 코브라형 로이뮤드         | 남성                        |
| 006               | 진화태                 |                           | 남성                        |
| 007               |                        | 배트형 로이뮤드           | -                           |
| 007               | 소드 로이뮤드          |                           | -                           |
| 008               | 토네이도               | 스파이더형 로이뮤드       | 조지 시로가네               |
| 008               | 토네이도               | 토네이도 로이뮤드         | 조지 시로가네               |
| 009               | 메딕                   | 코브라형 로이뮤드         | 하토리 미스즈               |
| 009               | 메딕                   | 메딕 로이뮤드             | 하토리 미스즈               |
| 009               | 메딕                   | 메딕 로이뮤드 초진화태    | 하토리 미스즈               |
| 010               | 페인트                 | 스파이더형 로이뮤드       | 아사야 가즈히로             |
| 010               | 페인트                 | 페인트 로이뮤드           | 아사야 가즈히로             |
| 011               |                        | 배트형 로이뮤드           | -                           |
| 011               | 배트형 거대 로이뮤드   |                           | -                           |
| 012               |                        | 스파이더형 로이뮤드       | -                           |
| 013               |                        | 코브라형 로이뮤드         | -                           |
| 013               | 사신                   |                           | -                           |
| 014               |                        | 코브라형 로이뮤드         | -                           |
| 015               |                        | 스파이더형 로이뮤드       | -                           |
| 015               | 사신                   |                           | -                           |
| 016               |                        | 배트형 로이뮤드           | -                           |
| 016               | 거대화 상태            |                           | -                           |
| 017               | 건맨                   | 배트형 로이뮤드           | 남성                        |
| 017               | 건맨                   | 건맨 로이뮤드             | 남성                        |
| 018               |                        | 스파이더형 로이뮤드       | 남성                        |
| 019               |                        | 스파이더형 로이뮤드       | -                           |
| 019               | 사신                   |                           | -                           |
| 020               |                        | 스파이더형 로이뮤드       | -                           |
| 021               |                        | 코브라형 로이뮤드         | -                           |
| 021               | 사신                   |                           | -                           |
| 022               |                        | 스파이더형 로이뮤드       | -                           |
| 022               | 사신                   |                           | -                           |
| 023               | 크러시                 | 코브라형 로이뮤드         | 남성                        |
| 023               | 크러시                 | 크러시 로이뮤드           | 남성                        |
| 024               | 볼트                   | 스파이더형 로이뮤드       | 미나미 고로                 |
| 024               | 볼트                   | 볼트 로이뮤드             | 미나미 고로                 |
| 024               | 볼트                   | 볼트 고스트               | 미나미 고로                 |
| 024               | 볼트                   | 스파이더형 거대 로이뮤드  | 미나미 고로                 |
| 025               |                        | 스파이더형 로이뮤드       | -                           |
| 026               |                        | 배트형 로이뮤드           | -                           |
| 026               | 배트형 거대 로이뮤드   |                           | -                           |
| 027               |                        | 스파이더형 로이뮤드       | 남성                        |
| 027               | 가짜 드라이브          |                           | 남성                        |
| 028               |                        | 스파이더형 로이뮤드       | 남성                        |
| 028               | 사신                   |                           | 남성                        |
| 029               | 아이언                 | 코브라형 로이뮤드         | 마스다 노부오 여성          |
| 029               | 아이언                 | 아이언 로이뮤드           | 마스다 노부오 여성          |
| 030               | 보이스                 | 스파이더형 로이뮤드       | 아마기 슈 사사모토 기사부로 |
| 030               | 보이스                 | 보이스 로이뮤드           | 아마기 슈 사사모토 기사부로 |
| 031               |                        | 코브라형 로이뮤드         | -                           |
| 032               |                        | 스파이더형 로이뮤드       | -                           |
| 032               | 사신                   |                           | -                           |
| 033               | 스쿠퍼                 | 배트형 로이뮤드           | -                           |
| 033               | 스쿠퍼                 | 스쿠퍼 로이뮤드           | -                           |
| 034               |                        | 코브라형 로이뮤드         | -                           |
| 034               | 사신                   |                           | -                           |
| 035               |                        | 배트형 로이뮤드           | -                           |
| 035               | 사신                   |                           | -                           |
| 036               |                        | 스파이더형 로이뮤드       | 남성                        |
| 037               |                        | 코브라형 로이뮤드         | 남성                        |
| 038               |                        | 코브라형 로이뮤드         | -                           |
| 039               |                        | 스파이더형 로이뮤드       | -                           |
| 040               |                        | 배트형 로이뮤드           | -                           |
| 041               |                        | 코브라형 로이뮤드         | -                           |
| 041               | 사신                   |                           | -                           |
| 042               |                        | 스파이더형 로이뮤드       | -                           |
| 043               |                        | 배트형 로이뮤드           | -                           |
| 043               | 배트형 거대 로이뮤드   |                           | -                           |
| 044               |                        | 스파이더형 로이뮤드       | -                           |
| 044               | 사신                   |                           | -                           |
| 045               |                        | 스파이더형 로이뮤드       | -                           |
| 045               | 사신                   |                           | -                           |
| 046               |                        | 스파이더형 로이뮤드       | 남성                        |
| 047               |                        | 스파이더형 로이뮤드       | -                           |
| 048               |                        | 배트형 로이뮤드           | -                           |
| 049               |                        | 코브라형 로이뮤드         | -                           |
| 050               |                        | 스파이더형 로이뮤드       | -                           |
| 050               | 시커 로이뮤드          |                           | -                           |
| 051               |                        | 배트형 로이뮤드           | 남성 미와 도시오            |
| 052               |                        | 코브라형 로이뮤드         | -                           |
| 053               |                        | 배트형 로이뮤드           | -                           |
| 054               |                        | 스파이더형 로이뮤드       | -                           |
| 054               | 사신                   |                           | -                           |
| 055               |                        | 코브라형 로이뮤드         | -                           |
| 056               |                        | 스파이더형 로이뮤드       | -                           |
| 057               |                        | 코브라형 로이뮤드         | -                           |
| 057               | 거대화 상태            |                           | -                           |
| 058               |                        | 배트형 로이뮤드           | -                           |
| 059               |                        | 배트형 로이뮤드           | -                           |
| 059               | 사신                   |                           | -                           |
| 060               |                        | 스파이더형 로이뮤드       | 남성                        |
| 061               |                        | 배트형 로이뮤드           | -                           |
| 062               |                        | 코브라형 로이뮤드         | 남성                        |
| 063               |                        | 코브라형 로이뮤드         | -                           |
| 064               |                        | 스파이더형 로이뮤드       | -                           |
| 065               | 저지                   | 코브라형 로이뮤드         | 다치바나 신고               |
| 065               | 저지                   | 저지 로이뮤드             | 다치바나 신고               |
| 066               |                        | 배트형 로이뮤드           | -                           |
| 067               |                        | 코브라형 로이뮤드         | -                           |
| 067               | 오픈 로이뮤드          |                           | -                           |
| 068               |                        | 배트형 로이뮤드           | 남성                        |
| 069               |                        | 배트형 로이뮤드           | 사카키 고이치               |
| 069               | 배트형 거대 로이뮤드   |                           | 사카키 고이치               |
| 070               |                        | 코브라형 로이뮤드         | -                           |
| 070               | 사신                   |                           | -                           |
| 071               |                        | 배트형 로이뮤드           | -                           |
| 072               |                        | 배트형 로이뮤드           | 사이조 규                   |
| 073               |                        | 코브라형 로이뮤드         | -                           |
| 074               |                        | 코브라형 로이뮤드         | 남성                        |
| 074               | 코브라형 거대 로이뮤드 |                           | 남성                        |
| 075               |                        | 코브라형 로이뮤드         | -                           |
| 075               | 사신                   |                           | -                           |
| 076               |                        | 배트형 로이뮤드           | -                           |
| 077               |                        | 배트형 로이뮤드           | 미와 도시오                 |
| 077               | 비스트 도펀트          |                           | 미와 도시오                 |
| 078               |                        | 스파이더형 로이뮤드       | -                           |
| 079               |                        | 스파이더형 로이뮤드       | -                           |
| 080               |                        | 배트형 로이뮤드           | -                           |
| 080               | 사신                   |                           | -                           |
| 081               |                        | 스파이더형 로이뮤드       | -                           |
| 081               | 사신                   |                           | -                           |
| 082               |                        | 코브라형 로이뮤드         | -                           |
| 083               |                        | 배트형 로이뮤드           | -                           |
| 083               | 사신                   |                           | -                           |
| 084               |                        | 스파이더형 로이뮤드       | 후지미야                    |
| 085               |                        | 코브라형 로이뮤드         | 남성                        |
| 086               |                        | 코브라형 로이뮤드         | -                           |
| 087               |                        | 배트형 로이뮤드           | -                           |
| 088               |                        | 배트형 로이뮤드           | -                           |
| 089               |                        | 스파이더형 로이뮤드       | 디 박사                     |
| 089               | 요괴 부루부루          |                           | 디 박사                     |
| 089               | 쇼커 부루부루          |                           | 디 박사                     |
| 090               |                        | 코브라형 로이뮤드         | 마스카와 미호               |
| 090               | 쿡 로이뮤드            |                           | 마스카와 미호               |
| 091               | 슈트                   | 배트형 로이뮤드           | 모기 다쿠로                 |
| 091               | 슈트                   | 슈트 로이뮤드             | 모기 다쿠로                 |
| 091               | 슈트                   |                           | 모기 다쿠로                 |
| 092               |                        | 배트형 로이뮤드           | 남성                        |
| 092               | 사신                   |                           | 남성                        |
| 093               |                        | 스파이더형 로이뮤드       | -                           |
| 094               |                        | 코브라형 로이뮤드         | -                           |
| 094               | 사신                   |                           | -                           |
| 095               |                        | 배트형 로이뮤드           | -                           |
| 096               |                        | 배트형 로이뮤드           | 나나오 리라                 |
| 097               |                        | 스파이더형 로이뮤드       | -                           |
| 098               |                        | 배트형 로이뮤드           | -                           |
| 099               | 에인절                 | 스파이더형 로이뮤드       | 하자마 쇼코                 |
| 099               | 에인절                 | 에인절 로이뮤드           | 하자마 쇼코                 |
| 100               |                        | 코브라형 로이뮤드         | -                           |
| 100               | 사신                   |                           | -                           |
| 100               | 가면라이더 뤼팽        |                           | -                           |
| 101               |                        | 배트형 로이뮤드           | -                           |
| 101               | 사신                   |                           | -                           |
| 102               |                        | 스파이더형 로이뮤드       | -                           |
| 103               |                        | 배트형 로이뮤드           | 남성                        |
| 104               |                        | 배트형 로이뮤드           | -                           |
| 104               | 사신                   |                           | -                           |
| 105               |                        | 코브라형 로이뮤드         | -                           |
| 105               | 사신                   |                           | -                           |
| 106               |                        | 배트형 로이뮤드           | -                           |
| 106               | 시프 로이뮤드          |                           | -                           |
| 107               |                        | 배트형 로이뮤드           | -                           |
| 108               | 패러독스               | 스파이더형 로이뮤드       | 도마리 에이지               |
| 108               | 패러독스               | 패러독스 로이뮤드         | 도마리 에이지               |
| 5886              |                        |                           | -                           |
| ZZZ               |                        | 사이버로이드 스리제트     | 조루쿠 도조                 |
|                   | 미래형 로이뮤드        | 코브라형                  | -                           |
| 스파이더형        | 미래형 로이뮤드        |                           | -                           |
| 배트형            | 미래형 로이뮤드        |                           | -                           |

## 메가헥스
| 이름              | 변화 형태       |
| ----------------- | --------------- |
| 메가헥스          |                 |
| 강화체            |                 |
| 스리제트 메가헥스 |                 |
| 메카구로카게      | 마쓰봇쿠리 암스 |
| 메카인베스        | 빨강            |
| 메카인베스        | 파랑            |
| 메카인베스        | 초록            |
| 메카로이뮤드      | 코브라형        |
| 메카로이뮤드      | 스파이더형      |
| 메카로이뮤드      | 배트형          |

## 감마
일본어: 眼魔 간마[*], 영어: Gamma
| 이름                | 변화 형태                  |
| ------------------- | -------------------------- |
| 그레이트 아이       | 그레이트 아이저            |
| 그레이트 아이       | 아이저 자이언트            |
| 그레이트 데미아     |                            |
| 감마이저 파이어     |                            |
| 감마이저 리퀴드     |                            |
| 감마이저 윈드       |                            |
| 감마이저 클라이머트 |                            |
| 감마이저 플래닛     |                            |
| 감마이저 애로       |                            |
| 감마이저 라이플     |                            |
| 감마이저 스피어     |                            |
| 감마이저 해머       |                            |
| 감마이저 블레이드   | 감마이저 마그네틱블레이드  |
| 감마이저 마그네틱   | 감마이저 마그네틱블레이드  |
| 감마이저 그래버티   |                            |
| 감마이저 타임       |                            |
| 감마이저 일렉트릭   |                            |
| 감마이저 오실레이션 |                            |
| 아도니스            |                            |
| 얼리샤              |                            |
| 아르고스            | 가면라이더 다크고스트      |
| 아리아              | 가면라이더 다크네크롬 핑크 |
| 아델                | 감마 얼터머                |
| 아델                | 퍼펙트 감마이저            |
| 알랭                | 가면라이더 네크롬          |
| 이디스              | 감마 얼터머 에버니         |
| 유루센              |                            |
| 자벨                | 감마 슈피리어              |
| 자벨                | 군다리 (자벨 융합태)       |
| 자벨                | 감마 얼터머                |
| 자벨                | 감마 얼터머 파이어         |
| 이고르              | 감마 슈피리어 퍼펙트       |
| 이고르              | 감마 슈피리어 나이프       |
| 이고르              | 감마 슈피리어 머신건       |
| 이고르              | 감마 슈피리어 세이류토     |
| 이고르              | 감마 슈피리어 북           |
| 이고르              | 감마 슈피리어 오노         |
| 이고르              | 감마 슈피리어 그림         |
| 이고르              | 감마 슈피리어 온푸         |
| 자이로              | 감마 얼터머                |
| 자이로              | 감마 슈피리어 퍼펙트       |
| 제레드              | 가면라이더 다크네크롬 레드 |
| 제빌                | 가면라이더 다크네크롬 블루 |
| 제이                | 가면라이더 다크네크롬 옐로 |
|                     | 감마 얼터머                |
|                     | 감마 슈피리어              |
| 다빈치 감마         | 감마 슈피리어              |
| 다빈치 감마         |                            |
| 다빈치 감마         | 르네상스 감마              |
| 라파엘로 감마       | 감마 슈피리어              |
| 라파엘로 감마       | 감마 슈피리어 라파엘로     |
| 라파엘로 감마       |                            |
| 미켈란젤로 감마     | 감마 슈피리어              |
| 미켈란젤로 감마     | 감마 슈피리어 미켈란젤로   |
| 미켈란젤로 감마     |                            |
| 가타나 감마         |                            |
| 야리 감마           |                            |
| 덴키 감마           |                            |
| 거대 덴키 감마      |                            |
| 오노 감마           |                            |
| 북 감마             |                            |
| 머신건 감마         |                            |
| 온푸 감마           |                            |
| 인섹트 감마         |                            |
| 거대 인섹트 감마    |                            |
| 소헤이 감마         |                            |
| 세이류토 감마       |                            |
| 소헤이 감마         |                            |
| 플래닛 감마         |                            |
| 나이프 감마         |                            |
| 가자이 감마 (큐비)  |                            |
| 갓추 감마           |                            |
| 히코키 감마         |                            |
| 히코키 감마         |                            |
| 히코키 감마 퍼펙트  |                            |
| 시발바              | 감마 얼터머                |
| 시발바              | 감마 얼터머 파이어         |
| 어둠의 의지         | 감마 얼터머                |
| 어둠의 의지         | 감마 얼터머 알렉산더       |
| 감마 어솔트         |                            |
| 감마 코만도         |                            |
| 군다리              |                            |

## 아마존
일본어: アマゾン, 영어: Amazonz
| 이름                     | 변화 형태                   | 인간태               |
| ------------------------ | --------------------------- | -------------------- |
| 가면라이더 아마존 오메가 | 아마존 소체                 | 미즈사와 하루카      |
| 가면라이더 아마존 오메가 |                             | 미즈사와 하루카      |
| 가면라이더 아마존 오메가 | 가면라이더 아마존 뉴 오메가 | 미즈사와 하루카      |
| 가면라이더 아마존 알파   | 피라냐 아마존               | 다카야마 진          |
| 가면라이더 아마존 알파   |                             | 다카야마 진          |
| 가면라이더 아마존 알파   | 실명 상태                   | 다카야마 진          |
| 가면라이더 아마존 네오   | 아마존태                    | 지히로               |
| 가면라이더 아마존 네오   |                             | 지히로               |
| 두더지 아마존            |                             | 마모루               |
| 두더지 아마존            | 파워 업                     | 마모루               |
| 가면라이더 아마존 시그마 | 아마존태                    | 마에하라 준          |
| 가면라이더 아마존 시그마 |                             | 마에하라 준          |
| 까마귀 아마존            |                             | 이유                 |
| 해파리 아마존            |                             | 이즈미 나나하        |
| 거미 아마존 1            |                             |                      |
| 거미 아마존 2            |                             | 남성                 |
| 박쥐 아마존              |                             | 남성 (숲의 관리인)   |
| 잠자리 아마존            |                             | 오타키 류스케        |
| 여왕개미 아마존          |                             | 구키조노             |
| 병정개미 아마존          |                             | 맨션 거주자들        |
| 병정개미 아마존          | 가오리                      |                      |
| 나비 아마존 1            |                             | 남성 (버스 기사)     |
| 나비 아마존 2            | 유충                        |                      |
| 나비 아마존 2            | 번데기                      |                      |
| 나비 아마존 2            | 성충                        |                      |
| 때까치 아마존 1          | 유조                        |                      |
| 때까치 아마존 2          | 약조                        | 고야마 하지메        |
| 때까치 아마존 2          | 성조                        | 고야마 하지메        |
| 게 아마존                |                             | 남성 (레스토랑 오너) |
| 박쥐 아마존 2            |                             |                      |
| 벌 아마존                |                             | 미카                 |
| 벌 아마존                | 시마다                      |                      |
| 표범 아마존              |                             | 남성 (경찰관)        |
| 사슴벌레 아마존          |                             | 여성 (신부)          |
| 코뿔소 아마존            |                             | 여성                 |
| 코뿔소 아마존            | 남성                        |                      |
| 사마귀 아마존            |                             | 여성                 |
| 사마귀 아마존            | 남성                        |                      |
| 뱀 아마존                |                             | 여성                 |
| 뱀 아마존                | 남성 (아카마쓰대 대원)      |                      |
| 성게 아마존              |                             |                      |
| 개코원숭이 아마존        |                             | 야마시타 다쿠미      |
| 독수리 아마존            |                             | 호시노 하지메        |
| 코끼리 아마존            |                             | 남성 (의사)          |
| 바구미 아마존            |                             | 여성 (간호사)        |
| 장미 아마존              |                             | 슈야                 |
| 고릴라 아마존            |                             | 남성                 |

## 버그스터
일본어: バグスター 바구스타[*], 영어: Bugster
| 이름                 | 변화 형태                         | 게임                |
| -------------------- | --------------------------------- | ------------------- |
| 가메데우스           | 가메데우스 버그스터               | 가면라이더 크로니클 |
| 가메데우스           | 초 가메데우스                     | 가면라이더 크로니클 |
| 파라도               | 가면라이더 패러독스               | 퍼펙트 퍼즐         |
| 파라도               | 가면라이더 패러독스               | 녹아웃 파이터       |
| 그래파이트           | 그래파이트 버그스터               | 드래거나이트 헌터 Z |
| 그래파이트           | 다크 그래파이트 버그스터          | 드래거나이트 헌터 Z |
| 그래파이트           | 글렌 그래파이트 버그스터 (레벨99) | 드래거나이트 헌터 Z |
| 러브리카             |                                   | 도키메키 크라이시스 |
| 포피 피포파포        | 가면라이더 포피                   | 도레미파 비트       |
| 솔티                 | 솔티 버그스터                     | 마이티 액션 X       |
| 솔티                 | 솔티 버그스터 (레벨3)             | 마이티 액션 X       |
| 알람브라             | 알람브라 버그스터                 | 태들 퀘스트         |
| 알람브라             | 알람브라 버그스터 (레벨5)         | 태들 퀘스트         |
| 리볼                 | 리볼 버그스터                     | 뱅뱅 슈팅           |
| 리볼                 | 리볼 버그스터 (레벨5)             | 뱅뱅 슈팅           |
| 모터스               | 모터스 버그스터                   | 바쿠소 바이크       |
| 모터스               | 모터스 버그스터 (레벨5)           | 바쿠소 바이크       |
| 하테나               |                                   | 하테사테 퍼즐       |
| 가톤                 |                                   | 게키토쓰 로봇       |
| 버니어               |                                   | 제트 컴뱃           |
| 가이덴               |                                   | 기리기리 참바라     |
| 찰리                 |                                   | 샤카리키 스포츠     |
| 바가몬               |                                   | 주주 버거           |
| 가메데우스 마키나    |                                   |                     |
| 초 가메데우스 마키나 |                                   |                     |
| 컬래버스 버그스터    | 게키토쓰 로봇                     |                     |
| 컬래버스 버그스터    | 도레미파 비트                     |                     |
| 컬래버스 버그스터    | 기리기리 참바라                   |                     |
| 컬래버스 버그스터    | 제트 컴뱃                         |                     |
| 자이젠 미치히코      | 게놈스                            |                     |
| 구루세 소지          | 로볼 버그스터                     |                     |
| 다케다 아게하        | 기릴 버그스터                     |                     |
| 류자키 가즈시게      | 드랄 버그스터                     |                     |
| 단 구로토            | 가면라이더 겐므                   |                     |
| 구조 기리야          | 가면라이더 레이저 터보            |                     |
| 단 마사무네          | 가면라이더 크로노스               |                     |
| 버그스터 유니언      |                                   |                     |
| 버그스터 바이러스    |                                   |                     |
| 러블리걸스           |                                   |                     |
| 네뷸러 버그스터      |                                   |                     |

## 스매시
일본어: スマッシュ 스맛슈[*], 영어: Smash
| 이름              | 변화 형태                | 등장                  |
| ----------------- | ------------------------ | --------------------- |
| 나이트 로그       |                          |                       |
| 블러드 스토크     |                          |                       |
| 카이저            |                          | 《빌드 & 이그제이드》 |
| 카이저 리버스     |                          | 《빌드 & 이그제이드》 |
| 바이카이저        |                          | 《빌드 & 이그제이드》 |
| 니들 스매시       |                          | 1                     |
| 스트롱 스매시     |                          | 1                     |
| 스트롱 스매시     | 스트롱 스매시 해저드     | 8, 15, 17             |
| 번 스매시         |                          | 2                     |
| 플라잉 스매시     |                          | 3, 9                  |
| 플라잉 스매시     | 플라잉 스매시 해저드     | 16                    |
| 미라주 스매시     |                          | 3                     |
| 스퀘어 스매시     |                          | 4, 13                 |
| 스퀘어 스매시     | 4                        |                       |
| 프레스 스매시     |                          | 5~6                   |
| 프레스 스매시     | 프레스 스매시 해저드     | 10, 16                |
| 아이스 스매시     |                          | 7                     |
| 스트레치 스매시   |                          | 11                    |
| 스트레치 스매시   | 스트레치 스매시 해저드   | 15                    |
| 캐슬 하드스매시   |                          | 16~19                 |
| 캐슬 하드스매시   | 캐슬 하드스매시 해저드   | 19                    |
| 스태그 하드스매시 |                          | 17~19                 |
| 스태그 하드스매시 | 스태그 하드스매시 해저드 | 19                    |
| 아울 하드스매시   |                          | 17~19                 |
| 아울 하드스매시   | 아울 하드스매시 해저드   | 19                    |
| 가디언            | 도토 버전                |                       |
| 가디언            | 파우스트 버전            |                       |
| 가디언            | 엑스 가디언              | 《빌드 & 이그제이드》 |
| 가디언            | 호쿠토 버전              | 16~17                 |
| 가디언            | 합체 상태                | 2, 10, 17             |

## 쇼커 (《가면라이더 더 퍼스트》, 《가면라이더 더 넥스트》)
| 이름                   | 등장                   |
| ---------------------- | ---------------------- |
| 스파이더               | 《퍼스트》             |
| 배트                   | 《퍼스트》             |
| 코브라                 | 《퍼스트》             |
| 스네이크               | 《퍼스트》             |
| 시저스재규어           | 《넥스트》             |
| 체인소리저드           | 《넥스트》             |
| 쇼커 라이더            | 《넥스트》             |
| 전투원                 |                        |
| 쇼커 전투원            | 《퍼스트》, 《넥스트》 |
| 쇼커 전투원 (과학반원) | 《넥스트》             |

## 셰이드
일본어: シェード 셰도[*]
| 이름            | 괴인태                 |
| --------------- | ---------------------- |
| 도쿠가와 세이잔 |                        |
| 오다 다이도     | 필록세라 웜            |
|                 | 아캐리나 웜            |
|                 | 서브스트 웜            |
|                 | 브라키펠마 웜 비리디스 |
|                 | 카클리어 웜            |